# Министерство обороны Бразилии
Министерство обороны Бразилии - гражданское министерство кабинета Бразилии, отвечающее за управление Армией Бразилии. Его возглавляет министр обороны.
Структура минобороны Бразилии имеет три основных компонента 
под его командованием - армейское командование, командование ВМФ и командование ВВС. Среди многих военно-учебных заведений под попечительством министерства находятся Национальное агентство гражданской авиации и Высшая военная школа.

## Оборонная политика
Национальная политика обороны Бразилии изложена в документах по Национальной оборонной политике, национальной политике мобилизации и стратегии национальной обороны.

## Список министров обороны
|    | Фото | Имя                       | Вступление в должность | Конец срока     | Кем назначен                          |
| 1  |      | Элсиу Алвареш             | 10 июня 1999           | 24 января 2000  | Фернанду Энрики Кардозу               |
| 2  |      | Жеральдо Магела           | 24 января 2000         | 1 января 2003   | Фернанду Энрики Кардозу               |
| 3  |      | Жозе Вьегас Фильо         | 1 января 2003          | 8 ноября 2004   | Луис Инасиу Лула да Силва             |
| 4  |      | Жозе Аленкар              | 8 ноября 2004          | 31 марта 2006   | Луис Инасиу Лула да Силва             |
| 5  |      | Вальдир Пирес             | 31 марта 2006          | 25 июня 2007    | Луис Инасиу Лула да Силва             |
| 6  |      | Нельсон Жобим             | 25 июня 2007           | 5 августа 2011  | Луис Инасиу Лула да Силва Дилма Русеф |
| 7  |      | Селсу Аморим              | 6 августа 2011         | 1 января 2015   | Дилма Русеф                           |
| 8  |      | Жак Вагнер                | 1 января 2015          | 2 октября 2015  | Дилма Русеф                           |
| 9  |      | Альдо Ребелу              | 2 октября 2015         | 12 мая 2016     | Дилма Русеф                           |
| 10 |      | Рауль Юнгманн             | 12 мая 2016            | 26 февраля 2018 | Мишел Темер                           |
| 11 |      | Хоаким Сильва и Луна      | 26 февраля 2018        | 1 января 2019   | Мишел Темер                           |
| 12 |      | Фернандо Азеведо и Сильва | 1 января 2019          | 29 марта 2021   | Жаир Болсонару                        |
|    |      |                           |                        |                 |                                       |